# Лео Бърнет
Лео Бърнет (на английски: Leo Burnett) е американски предприемач, работил в областта на рекламата.

## Биография
Лео Бърнет е роден на 21 октомври 1891 г. в Сейнт Джонс, Мичиган, в семейството на собственик на магазин. Завършва Мичиганския университет през 1914 г. През 1935 г. основава рекламната агенция „Лео Бърнет Къмпани“. Бърнет играе важна роля в развитието на съвременната реклама и е автор на множество популярни кампании.
Лео Бърнет умира на 7 юни 1971 година в Лейк Зюрик.